# Plocama bucharica
Plocama bucharica är en måreväxtart som först beskrevs av Boris Fedtjenko och Des.-shost., och fick sitt nu gällande namn av Maria Backlund och Mats Thulin. Plocama bucharica ingår i släktet Plocama och familjen måreväxter.
Artens utbredningsområde är Turkmenistan. Inga underarter finns listade i Catalogue of Life.